# 金子恵実
金子 恵実（かねこ えみ、1970年12月26日 - ）は、日本の元アイドル。愛知県名古屋市出身。血液型A型。
吉本興業所属のアイドルデュオ「ポピンズ」としてデビューする。解散後は、グラビアアイドル・タレント・歌手として活動した。ポピンズ解散後も吉本興業所属であったが、後にイエローキャブ、芸映に所属した。 
当初の芸名は金子恵美、後に金子えみとなり、最後は本名となった（いずれも読みは同じ）。

## 出演番組
バラエティー
- ラジオDEごめん（中京テレビ）
- 大竹まことのただいま!PCランド（テレビ東京）

ドラマ
- レッスンC（テレビ朝日）
- 大人のキス（日本テレビ）

## 写真集
- 失楽園（山岸伸、ワニブックス、1990年10月25日）
- 新生!金子恵実（小沢忠恭、スコラ、1991年05月15日）
- marvel（大森雄作、大陸書房、1991年11月17日）
- emiからの伝言（大陸書房、1992年2月）

## ビデオ
VHS
- EMI'S FANTASY（大陸書房）
- ヴイナースの誘惑（大陸書房）
- VIDEO スコラ nu!（スコラ）

DVD
- アイドル黄金伝説 金子恵美（ブロードウェイ）

## レコード
シングル
1. パープルレインに濡れながら（テイチク、1991年11月21日　TEDA-10104）
  1. パープル・レインに濡れながら（作詞：橋本淳 / 作曲：ミッキー吉野）
  2. ペパーミント・ドール（作詞：橋本淳 / 作曲：ミッキー吉野）
2. あらためてアイラブユー（テイチク、1992年5月21日　TEDA-10229）
  1. あらためてアイラブユー（作詞：橋本淳 / 作曲：鷺巣詩郎）
  2. 泣き笑いミス・ダウンタウン（作詞：橋本淳 / 作曲：ミッキー吉野）
3. SHE NEEDS（BMGビクター、1994年1月21日　BVDR-222）
  1. SHE NEEDS（作詞：Mark J.Feist Tina / 作曲：Mark J.Feist）
  2. BE WITH YOU（作詞：Mark J.Feist Tina / 作曲：Mark J.Feist）

アルバム
1. SHE NEEDS（BMGビクター、1994年1月21日　BVCR-1419）
  1. SHE NEEDS
  2. MISSING YOU
  3. BE WITH YOU
  4. CHANGE
  5. LIES
  6. YOU NEVER KNOW
  7. SHE NEEDS
  8. CHANGE